# Little Woods
Little Woods è un film del 2018 scritto e diretto da Nia DaCosta, al suo debutto da regista, con protagoniste Tessa Thompson e Lily James.

## Promozione
Il primo trailer del film viene diffuso il 14 gennaio 2019.

## Distribuzione
La pellicola è stata presentata al Tribeca Film Festival il 21 aprile 2018, e al Los Angeles Film Festival il 24 settembre dello stesso anno.
Il film è stato distribuito nelle sale cinematografiche statunitensi a partire dal 19 aprile 2019. In Italia è ancora inedito.

## Riconoscimenti
- 2018 - Denver International Film Festival
  - Menzione d'onore a Nia DaCosta
  - Candidatura per il miglior film
- 2018 - Heartland Film
  - Miglior film
- 2018 - Tribeca Film Festival[1][4]
  - Nora Ephron Award
  - Candidatura per il miglior film